# Karyn Bayres
Samanta Brans (17 de julio de 1980, Buenos Aires, Argentina), conocida artísticamente como Karyn Bayres, es una culturista y actriz pornográfica de nacionalidad argentina.

## Biografía y carrera
Samanta Brans nació en la ciudad de Buenos Aires, Argentina, el 17 de julio de 1980. A la edad de 21 años, mientras realizaba un viaje de trabajo a México, comenzó una relación sentimental con un entrenador, que la integró al mundo del levantamiento de pesas. Participó en su primer campeonato de fitness en el año 2006, desde entonces realiza una rutina de entrenamiento de seis días a la semana. Adoptó el nombre artístico de Karyn Bayres para las competiciones de culturismo en las que frecuentemente participa, en España. En 2014, realizó su primera escena pornográfica para la empresa Cumloader, y posteriormente, realizó cuatro escenas más para la productora ese mismo año. El año siguiente, realizó una escena junto con Jordi el Niño Polla para FAKings. En 2016, participó en una escena para la productora Evil Angel, junto a Nacho Vidal, lanzándola a la fama. Si bien Karyn realizó su última escena en el año 2018, no se ha retirado oficialmente del culturismo ni de la pornografía.

## Palmarés/Premios
Lista de competiciones de Karyn Bayres y el lugar obtenido:
| Año  | Competición              | Categoría      | Lugar      |
| ---- | ------------------------ | -------------- | ---------- |
| 2006 | Mr. México               | Fitness Figura | 1.er lugar |
| 2006 | Coloso                   | Fitness Figura | 1.er lugar |
| 2006 | Mr. México Juvenil       | Fitness Figura | 3er lugar  |
| 2009 | Campeonato Argentino     | Bodyfitness    | 2.º lugar  |
| 2015 | Open Barbarian           | Bodyfitness    | 1.er lugar |
| 2015 | Open Barbarian           | Woman Physique | 1.er lugar |
| 2015 | Campeonato Nacional AEFF | Woman Physique | 1.er lugar |
| 2018 | Campeonato de Catalunya  | Woman Physique | 1.er lugar |
| 2018 | Copa de España           | Woman Physique | 1.er lugar |
| 2018 | Arnold Classic Europe    | Woman Physique | 6.º lugar  |